# Tonight's the Night (album av The Shirelles)
Tonight's the Night var tjej-popgruppen The Shirelles debutalbum, utgivet 1961. Albumet innehöll hiten Will You Love Me Tomorrow.

## Låtlista

### Sida A
1. Tonight's the Night
2. Johnny on My Mind
3. Lower the Flame
4. Will You Love Me Tomorrow
5. Doin the Rondie
6. You Don't Want My Love

### Sida B
1. Dedicated to the One I Love
2. Boys
3. The Dance Is Over
4. Oh, What a Waste of Love
5. Unlucky
6. Tonight at the Prom